# Kē zài nǐ xīndǐ de míngzi
刻在你心底的名字 (en pinyin: Kē zài nǐ xīndǐ de míngzi), més conegut internacionalment pel seu nom en anglès: Your Name Engraved Herein i traduïble al català com 'Porto el teu nom gravat' és un drama romàntic èpic de la República de la Xina (Taiwan) de 2020 dirigit per Patrick Kuang-Hui Liu i protagonitzat per Edward Chen, Jing-Hua Tseng i Leon Dai. Ambientada en els anys vuitanta, just després de la fi de la llei marcial al Taiwan, la pel·lícula se centra en dos nois estudiants, Chang Jia-han —«A-han» i Wang Bo Te —«Birdy», que s'enamoren enmig de la pressió familiar, l'homofòbia i un canvi social més ampli.
La pel·lícula es va estrenar a la República de la Xina el 30 de setembre, seguida d'un llançament global en Netflix el 23 de desembre. Your Name Engraved Herein és la pel·lícula LGBT més taquillera de la història del país, així com la pel·lícula taiwanesa més popular de 2020, convertint-se finalment en la primera pel·lícula de temàtica gai en superar els 100 milions de dòlars taiwanesos en la taquilla. La pel·lícula va rebre cinc nominacions als Premis Cavall d'Or, guanyant el de Millor Fotografia i el de Millor Cançó de Pel·lícula Original.

## Argument
Un nou estudiant, Birdy, arriba a un institut catòlic només per a nois, on ell i A-han aviat es fan amics; tots dos són músics en la banda de l'escola, on fan entremaliadures mentre intercanvien llargues mirades. El pare Oliver, sacerdot i director de la banda, recorda als alumnes que han de «profiter du moment» (viure el moment), la qual cosa porta a A-han a estrènyer el seu vincle amb Birdy. Els dos nois fan un viatge a Taipei -sota l'excusa per a plorar la mort del president Chiang Ching-kuo- i s'intensifica la seva relació a través de les seves aventures en la capital. Malgrat l’atracció mútua, els dos es mostren indecisos a l'hora de posar-la en pràctica. La introducció de l'ensenyament mixt afegeix un gir a la seva relació, ja que l'arribada d'estudiants femenines transforma irremeiablement la dinàmica de l'aula. Birdy crida l'atenció d'una companya de classe, que li ofereix l'esperança d'un romanç heterosexual socialment acceptable, però A-han s'aferra al seu afecte per Birdy. Repetits incidents de conflicte i reconciliació uneixen i separen a la parella, abans que el destí els porti finalment en direccions diferents.

## Repartiment
| Actor o actriu      | Personatge            |
| ------------------- | --------------------- |
| Edward Chen Hao-Sen | Chang Jia-han (A-Han) |
| Jing-Hua Tseng      | Wang Po Te (Birdy)    |
| Fabio Grangeon      | Pare Oliver           |
| Mimi Shao           | Wu Ruo-fei (Ban-Ban)  |
| Leon Dai            | Chang Jia-han (adult) |
| Jason Wang          | Birdy (adult)         |
| Waa Wei             | Ban-Ban (adult)       |